# Bataille d'Histria

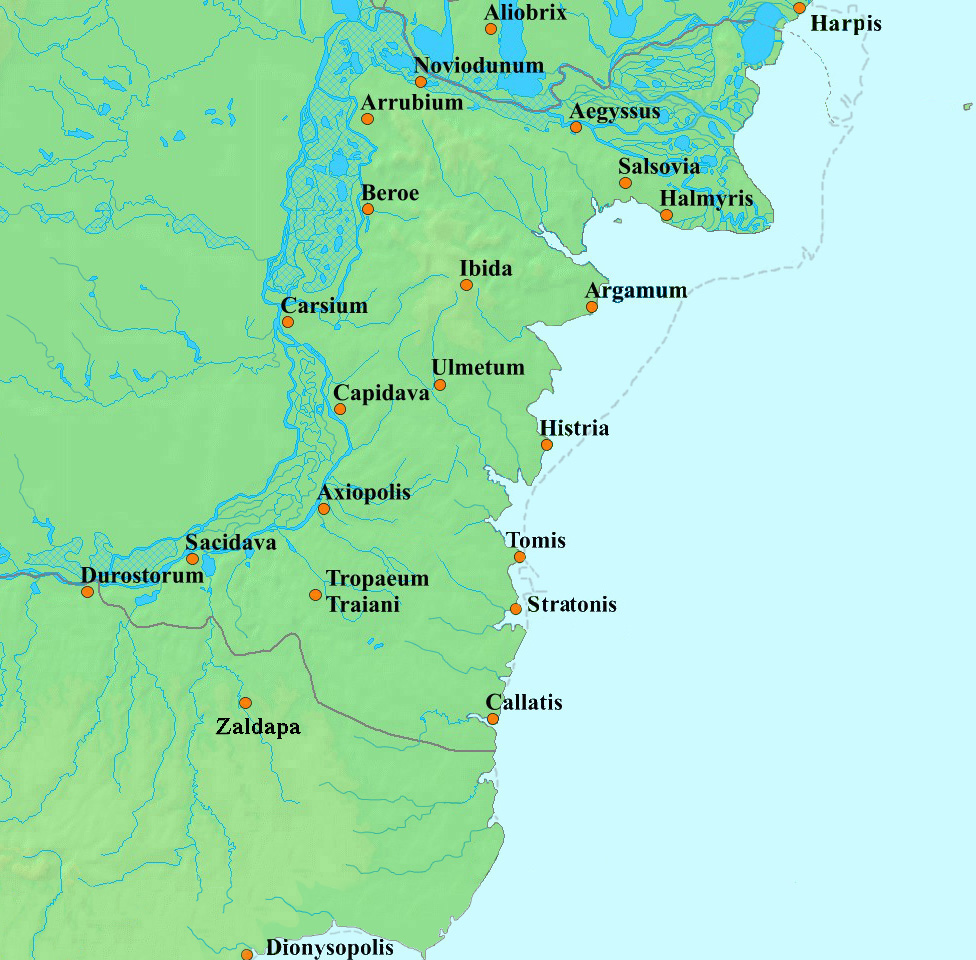
Carte de la Scythie mineure.

À la bataille d'Histria, 62–61 av. J.-C., les peuples Bastarnes de Scythie Mineure ont combattu Gaius Antonius Hybrida, Consul Romain (63 av. J.-C.). Les Bastarnes sont sortis victorieux de la bataille après avoir réussi une attaque surprise contre Hybrida et ses troupes; Hybrida s'est échappé avec sa cavalerie, laissant derrière lui l'infanterie qui a été massacrée par les attaquants Bastarnes et Scythes.
À la fin du IIe siècle av. J.-C., le roi pontique Mithridate VI Eupator a commencé une campagne d'expansion autour de la mer Noire et à l'intérieur de l'Asie Mineure dans la Turquie moderne. Ses campagnes lui ont permis d'assujettir le royaume de Bosporan, la Scythie Mineure, y compris les cités grecques de la mer Noire d'Histrie et de Tomis, ainsi que les provinces de Bithynie, de Cappadoce et d'une grande partie de l'Asie Mineure. Ces campagnes ont fini par provoquer un conflit avec la République romaine, dont le résultat a été le retour de leurs dirigeants respectifs à la Bithynie et à la Cappadoce. La République romaine a alors exhorté le roi de Bithynie à envahir le royaume du Pont Euxin avec l'intention de saisir le butin pour le ramener à Rome. Mithridate en représailles a conquis la Bithynie et la Cappadoce et a commencé à massacrer les populations romaines et italiques d'Asie Mineure avec l'aide des Grecs dans ce que l'on appelle les vêpres asiatiques. Cela a conduit à deux autres guerres entre la République romaine et le royaume du Pont Euxin qui ont pris fin avec la mort de Mithridate VI, la fin des révoltes en Grèce, en Macédoine et en Asie mineure entre autres, et l'assujettissement de l'Arménie.
Au cours de cette période, Gaius Antonius Hybrida a été envoyé aux côtés de Sulla en Macédoine pour aider à la première guerre mithridatique vers 87 av. J.-C. Il a ensuite été rappelé à Rome, d'abord pour faire face à des accusations criminelles en 76 av. J.-C., entraînant son expulsion du Sénat, puis en 63 av. J.-C. pour être élu au poste de consul romain et pour lutter contre la campagne contre Catilina. Puis il est revenu en Macédoine où il a commencé à s'engager sur les territoires de la Mésie inférieure et supérieure. Il a été attaqué et vaincu deux fois pendant cette période, d'abord par les Dardaniens dans un lieu inconnu, puis une seconde fois près d'Histrie par une coalition de peuples Bastarnes et Scythes, qui étaient peut-être sous le commandement du roi dace Burebista.
Burebista lui-même a pris le commandement des peuples Bastarnes, Scythes, Daces et Getae entre 82 av. J.-C. et 60 av. J.-C. Son règne a conduit à une vaste expansion du royaume Dace, au nord jusqu'à la rivière Boug à Olbia dans l'Ukraine actuelle, au sud en Thrace, à l'est le long de la Mer Noire et à l'ouest en Mésie et Pannonie. Pendant la guerre civile entre Pompée et César, Pompée a demandé l'aide de Burebista, cependant, la bataille de Pharsale a mis fin à toute chance d'une alliance entre les deux. César lui-même avait l'intention de mener une campagne contre la Dacie, mais comme César et Burebista ont été assassinés en 44 av. J.-C., la Dacie a été découpé en plusieurs pays plus petits peu de temps après. Les Daces ont connu plus tard une résurgence en 85-86 sous la domination de Décébale, mais, ont de nouveau été finalement vaincus en 106 par l'empereur Trajan qui a ensuite transformé une grande partie de la Dacie en province de Rome, la Dacie romaine.

## Contexte

### Mithridates VI Eupator

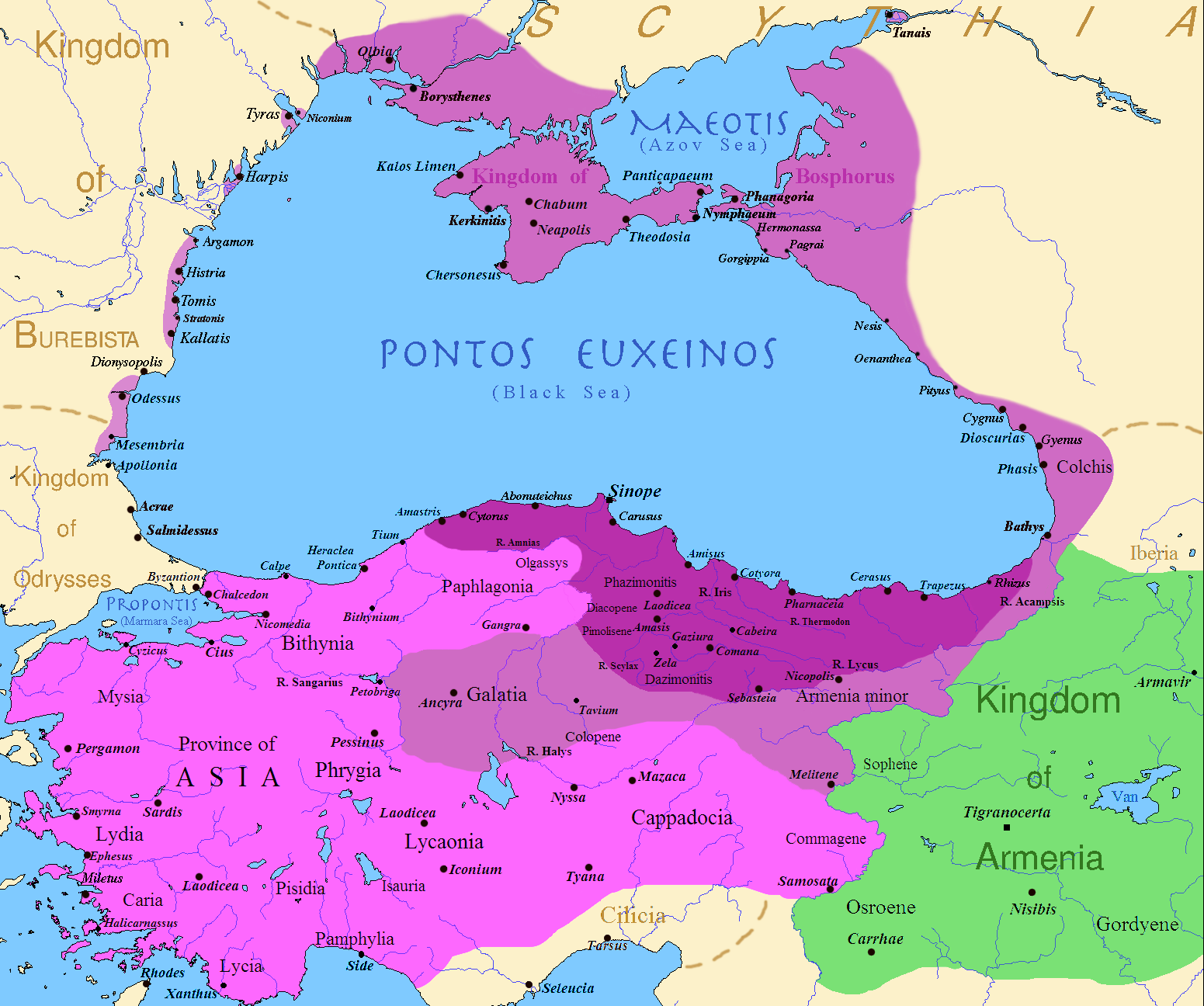
Étendue du royaume pontique sous Mithridates VI Eupator. Avant le règne de Mithridate (violet le plus foncé), après ses conquêtes (violet), après ses conquêtes dans les guerres mithridatiques (rose).

Mithridates VI Eupator, ou Mithridates VI du Pont, a régné sur le royaume pontique en 113 av. J.-C. à l'âge de 11 ans, lorsque son père a été assassiné. Le royaume pontique est situé à peu près dans le quart nord-est de la Turquie moderne bordant la mer Noire. Mithridates VI a commencé sa carrière d'expansion militaire d'abord à l'est, dans la Géorgie moderne, et peu de temps après, a suivi la côte de la mer Noire au nord. Vers 108 av. J.-C., le royaume du Bosphore a également été incorporé pacifiquement dans le royaume pontique en plein expansion lorsque Pairisadès V a cédé ses pouvoirs à Mithridates VI. En 100 av. J.-C., les Scythes avaient été maîtrisés par Mithridates qui recruta leurs cavaleries qu'il employa dans ses campagnes ultérieures dans le sud. L'influence de Mithridates s'étendait au nord de la mer Noire et comprenait les villes d'Odessa, Nessebar, Histria (Istros), Tomis, Mangalia et Byzance.
Ayant conquis la Scythie, Mithridate se tourna vers le sud et commença à conquérir les terres voisines de Bithynie et de Cappadoce tandis que les Romains étaient impliqués dans la guerre sociale (91-88 av. J.-C.), Rome a tenté de forcer Mithridates à restituer leurs territoires à leurs rois respectifs exhortant le roi de Bithynie à riposter en envahissant le royaume du Pont Euxin et de saisir le butin pour le donner à Rome,. Cependant, en 90 av. J.-C., Mithridate avait réussi à vaincre le roi avant d'attaquer Pergame et de tuer un émissaire romain. Au cours de 89–88 av. J.-C., Mithridates a encore étendu son territoire en incorporant pacifiquement de nombreuses cités-états grecques d'Asie Mineure dans son royaume et la Grèce elle-même a demandé son aide pour se libérer de la domination romaine,. En 88 av. J.-C., Mithridate avait des Romains et des Italiques résidant dans son royaume et ceux qui étaient en Asie Mineure et en Grèce, y compris à Ephèse, Pergame, Adramyttium, Caunos, Aydin et d'autres, ont été massacrés dans ce qui est maintenant appelé les « Vêpres asiatiques »,.
La réponse romaine à ce massacre fut immédiate et Mithridate fut vaincu en 85 av. J.-C. par Sylla et expulsé de Grèce l'année suivante lors de la Première Guerre Mithridatique,. Kohn conteste légèrement cette affirmation, suggérant qu'un général romain, Fimbria, avait vaincu Mithridate en 84 av. J.-C. tandis que Sylla et son armée avaient vaincu les Grecs, qui s'étaient alliés à Mithridate, en 85 av. J.-C. Quelques années plus tard, un général romain Murena envahi les terres de Mithridate, déclenchant la Seconde Guerre Mithridatique, dans la région de du fleuve Kizilirmak. Mithridate est sorti victorieux de cette rencontre vers 82 av. J.-C. Pendant les années 70 av. J.-C., Mithridate a de nouveau combattu Rome, maintenant contre le général romain Lucullus qui l'a forcé à quitter le royaume du Pont Euxin. Il a été contraint de fuir en Arménie où il a cherché refuge auprès de son gendre, le roi Tigranes I « le Grand » d'Arménie, qui, après avoir refusé de se rendre aux Romains, a également été conquis par Lucullus et son armée. Tigranakert est tombé aux mains des Romains au cours de cette campagne après une bataille à l'automne 69 av. J.-C., l'année suivante, Lucullus a tenté de continuer la conquête de l'Arménie, cependant, son armée n'était pas préparée pour cette région montagneuse et son climat. Une deuxième bataille a eu lieu à Artaxata en 68 av. J.-C., où Mithridate devait à nouveau être vaincu. Malgré cela, Lucullus et son armée ont été forcés de se retirer dans la vallée de l'Euphrate. En 66 av. J.-C., Lucullus est rappelé à Rome et Pompée reprend le commandement. L'Arménie a été conquise la même année. Enfin en 64-63 av. J.-C., Pompée a poussé Mithridate dans la péninsule de Crimée où il s'est suicidé mettant fin à la troisième guerre mithridatique,.

### Gaius Antonius Hybrida
En 87 av. J.-C., Gaius (ou Caius) Antonius Hybrida accompagna Sylla pendant sa campagne en Grèce comme tribun militaire. Sylla lui-même avait quitté Rome, après avoir mis fin à un soulèvement dans cette ville, pour faire face aux armées grecques mithridatiques commandées par Archelus et Aristion en Grèce et il a assiégé Athènes. Après cette campagne, alors que Sylla revenait à Rome, Hybrida restait derrière avec un petit contingent de cavalerie pour lever des contributions de la province d'Achaïe. Plusieurs années plus tard, en 76 av. J.-C., César fit poursuivre Hybrida pour son délit, mais ce dernier ne se présenta pas et les charges furent abandonnées jusqu'à ce qu'en 70 av. J.-C. Hybrida soit évincé du Sénat pour ses crimes. En 64 av. J.-C., Hybrida est nommé au poste de consul aux côtés de Lucius Sergius Catilina et Cicéron,. Cicéron et Hybrida ont finalement été élus pour occuper les postes de consul pour l'année suivante. Cicéron a fait un pas pour conclure un accord avec Hybrida; celui-ci devait se voir attribuer le poste de gouverneur élu de la province de Macédoine qui était censée appartenir à Cicéron à la fin du consulat, en échange de l'octroi à Cicéron du pouvoir exclusif de régner sur la République romaine. Vers la fin de 63 av. J.-C., Hybrida entra en Étrurie avec l'intention d'aider le préteur Quintus Metellus Celer à capturer Catilina et ses hommes, cependant, au cours de cette campagne, Hybrida céda le commandement de l'armée à son lieutenant, Marcus Petreius. Hybrida affirmant souffrir de maladie, bien que cela puisse être une invention de sa part. Son lieutenant, maintenant aux commandes d'environ 3 000 hommes, a combattu victorieusement Catilina dans une bataille ou il a détruit son armée et où il l'a tué. Ayant adhéré à l'accord avec Cicéron et le Sénat, Hybrida a obtenu le contrôle de la Macédoine où il a ensuite commencé à piller la province et à voler les habitants. À partir de là, Hybrida a également commencé à s'engager sur les terres barbares de la Mésie Inférieure et Supérieure.

## Bataille
La bataille d'Histria a eu lieu en 62-61 av. J.-C., entre les Bastarnes et les Scythes et le consul romain (63 av. J.-C.) Gaius Antonius Hybrida près de l'ancienne ville d'Histrie,. Dio écrit à propos de la bataille dans son œuvre, « L'histoire romaine de Dio », qu'Hybrida avait « infligé de nombreuses blessures » à ses sujets pendant son mandat de gouverneur de Macédoine. Les incursions d'Hybrida ont eu lieu en Mésie Supérieure et Inférieure. Dio écrit un événement spécifique dans le livre XXXVIII où Hybrida et ses hommes ont pris de force les possessions des « Dardaniens et de leurs voisins » avant de se retirer en prévision d'une attaque de représailles de leur part. Hybrida en a profité pour fuir en faisant semblant de retirer sa cavalerie avec ses hommes. Cette manœuvre a finalement échoué, car Hybrida et ses hommes ont été encerclés par l'infanterie ennemie et forcés de quitter le pays en perdant tous les biens qu'ils avaient volés,.
Hybrida a essayé plus tard une tactique similaire pendant qu'il était en Mésie à Histria, mais a de nouveau été vaincu, cette fois par les Scythes Bastarniens, avant de fuir à nouveau du champ de bataille,. Les Romains pensaient qu'avec la défaite de Mithridate, la région avait été conquise. Pourtant, tandis que Gaius Antonius Hybrida et ses hommes marchaient pour conquérir la ville d'Histria, une grande force de cavalerie de Bastarnae les attaqua. Hybrida et sa cavalerie se sont détachés de l'armée principale et se sont enfuis, laissant l'infanterie romaine se faire massacrer.

## Conséquences

### Roi dace Burebista
Plusieurs études donnent différentes dates pour le début du règne de Burebista. Jordanes, dans son œuvre « L'origine et les actes des Goths », écrit que Burebista était le roi des goths à l'époque de Sylla, sans date explicite. Sylla lui-même a été nommé dictateur par le Sénat vers la fin de 82 av. J.-C. ou au début de 81 av. J.-C. Grumeza et Hitchins suggèrent que le règne de Burebista a commencé vers 82 av. J.-C.,. Jones et Ereira suggèrent que Burebista est venu régner sur les Daces vers 70 av. J.-C., tandis que Bunson, Middleton et Schmitts suggèrent que le règne de Burebista a commencé vers 60 av. J.-C.,,.
Le règne de Burebista est marqué par l'unité des peuples Daces et Getae et des campagnes d'expansion à travers le Danube,. Sa campagne d'expansion a conduit à la destruction des Boïens, à l'époque dirigés par Critasiros, et des Taurisques, résidant dans les régions approximatives de la République tchèque et de la Slovaquie modernes,,. En outre, Burebista a mené des campagnes contre les Celtes vivant en Thrace et en Illyrie, qui étaient probablement les Scordiques, il les a attaqué dans toute la Thrace et en Macédoine romaine, et a soumis les polis grecques, y compris Histria, Tomis, Apollonia, Odessos et Dionysopolis entre autres, le long de la Mer Noire,,. Au nord, les campagnes de Burebista conduisent à la capture et au contrôle de la ville marchande grecque d'Olbia / Olbiopolis, étendant ainsi la frontière du royaume Dace à la rive ouest de la rivière Bug. En Pannonie, les Daces s'emparèrent des villes fortifiées de Zemplin et Židovar et attaquèrent les tribus celtes qui avaient étendu leurs terres vers la mer Noire. Les Anartes, Pannoni et Eravisci ont également été placés sous la domination des Daces. Malgré ces conquêtes, les tribus Breuci et Sagestani sont restées belliqueuses et ont fermé l'accès à l'Adriatique aux Daces.
En 48 av. J.-C., Pompée a demandé l'aide de Burebista dans sa guerre contre César, cependant, la bataille de Pharsale a mis fin à toute chance d'une alliance entre les deux,. Après la guerre avec Pompée, César avait l'intention de mener une campagne contre Burebista et les Daces, dans le cadre d'une plus grande campagne prévue pour passer à Parthe. Ce plan n'a pas abouti, car en 44 av. J.-C., César et Burebista ont été assassinés,. Après la mort de Burebista, une révolte a conduit à la désintégration du royaume Dace en quatre régions et, au moment d'Auguste, en cinq.

### Dacia subjugué
Entre le règne de Tibère et celui de Domitien en tant qu'empereur, l'activité des Daces était minime. Les Daces s'étaient divisés en petites tribus après la mort de Burebista et ne représentaient aucune menace solide pour l'Empire romain. Cela a de nouveau changé vers 85-86 avec l'ascension de Decebalus au trône lorsque la Dacie a été à nouveau considérée comme une menace pour Rome. Decebalus, comme Burebista, a réussi à unir les Daces et a acquis une réputation de chef et de commandant militaire. Son règne a vu une nouvelle vague de raids Daces en Mésie, en Illyrie et en Macédoine. Ces raids étaient d'une telle intensité et d'une telle ampleur que Domitien envoya le préfet du prétoire Fuscus et une grande force pour combattre les Daces. Decebalus a tenté de conclure un traité de paix avec Domitian, mais l'empereur trop confiant a rejeté l'offre. Finalement, Decebalus a mis en place une embuscade où Fuscus et ses forces ont été massacrées. Cependant ce règne de supériorité des Daces a pris fin lorsque Trajan est devenu empereur en 98. Trajan a mené deux guerres contre eux, la première en 101-102 qui a abouti à une paix entre la Dacie et Rome, mais qui n'a pas été respecté par les Daces. Cela a abouti à la deuxième guerre de 105-106 qui s'est finalement terminée par la défaite permanente des Daces et la mort de Decebalus. Une grande partie de la Dacie a été transformée en province romaine.

## Citations
1. 1 2 3 4 5 6  Sara Phang, Iain Spence, Douglas Kelly et Peter Londey, Conflict in Ancient Greece and Rome : The Definitive Political, Social, and Military Encyclopaedia, ABC-CLIO, 2016, 377–378 p. (ISBN 978-1-61069-020-1 et 1-61069-020-6, lire en ligne)
2. 1 2 3  Bill Yenne, Julius Caesar : Lessons in Leadership from the Great Conqueror, Macmillan, 2012, 224 p. (ISBN 978-1-137-01329-3 et 1-137-01329-X, lire en ligne), p. 17
3. 1 2  Sara Phang, Iain Spence, Douglas Kelly et Peter Londey, Conflict in Ancient Greece and Rome : The Definitive Political, Social, and Military Encyclopaedia, ABC-CLIO, 2016, 1421 p. (ISBN 978-1-61069-020-1 et 1-61069-020-6, lire en ligne), p. 157
4. 1 2  Sara Phang, Iain Spence, Douglas Kelly et Peter Londey, Conflict in Ancient Greece and Rome : The Definitive Political, Social, and Military Encyclopaedia, ABC-CLIO, 2016, 1421 p. (ISBN 978-1-61069-020-1 et 1-61069-020-6, lire en ligne), p. 1062
5. ↑  Brian McGing, Mithridates VI Eupator : Victim or Aggressor?, 2009 (lire en ligne), p. 207
6. ↑  George Kohn, Dictionary of Wars, Routledge, 2013, 614 p. (ISBN 978-1-135-95501-4 et 1-135-95501-8, lire en ligne)
7. ↑  Spencer Tucker, A Global Chronology of Conflict : From the Ancient World to the Modern Middle East, ABC-CLIO, 2009 (ISBN 978-1-85109-672-5 et 1-85109-672-8, lire en ligne), p. 115
8. ↑  Biographical Dictionary, Volume 3, Longman, 1843 (lire en ligne), p. 98
« Caius Antonius Hybrida. »
9. ↑  Spencer Tucker, A Global Chronology of Conflict : From the Ancient World to the Modern Middle East, ABC-CLIO, 2009 (ISBN 978-1-85109-672-5 et 1-85109-672-8, lire en ligne), p. 113
10. ↑  William Dunstan, Ancient Rome, Rowman and Littlefield Publishers, 2010, 632 p. (ISBN 978-0-7425-6834-1 et 0-7425-6834-2, lire en ligne), p. 163
11. ↑  Nic Fields, Warlords of Republican Rome : Caesar Against Pompey, Casemate Publishers, 2010, 238 p. (ISBN 978-1-935149-06-4 et 1-935149-06-7, lire en ligne), p. 75
12. ↑  Antony Kamm, Julius Caesar : A Life, Routledge, 2006, 192 p. (ISBN 1-134-22033-2, lire en ligne), 42
« Gaius Antonius. »
13. 1 2 3 4  Biographical Dictionary, Volume 3, Longman, 1843, 98–99 p. (lire en ligne)
« Caius Antonius Hybrida. »
14. ↑  Greg Woolf, Rome : An Empire's Story, Oxford University Press, 2012, 384 p. (ISBN 978-0-19-997217-3 et 0-19-997217-6, lire en ligne)
15. ↑  Cassius Dio, Roman History, n.d., 216–217 p. (lire en ligne)
16. ↑  Cassius Dio, Roman History, n.d. (lire en ligne), p. 217
17. ↑  Mac Gonagle, « Celto-Scythians and Celticization in Ukraine and the North Pontic Region », Journal of Celtic Studies in Eastern Europe and Asia-Minor,‎ 2015
18. ↑  Jordanes, The Gothic History of Jordanes, Princeton University Press, 1915, 69–70 (lire en ligne)
19. ↑  Mark Davies et Hilary Swain, Aspects of Roman history, 82 BC-AD 14 : a source-based approach, Taylor & Francis, 22 juin 2010, 33– (ISBN 978-0-415-49693-3, lire en ligne)
20. ↑  Ion Grumeza, Dacia Land of Transylvania, Cornerstone of Ancient Eastern Europe, Lanham, Hamilton Books, 2009, 276 p. (ISBN 978-0-7618-4466-2 et 0-7618-4466-X, lire en ligne), p. 8
21. ↑  (en) Keith Hitchins, A Concise History of Romania, Cambridge, United Kingdom/New York, Cambridge University Press, 2014, 327 p. (ISBN 978-0-521-87238-6 et 0-521-87238-3, lire en ligne), p. 7
22. ↑  Terry Jones et Alan Ereira, Terry Jones' Barbarians, Random House, 2009, 352 p. (ISBN 978-1-4090-7042-9 et 1-4090-7042-5, lire en ligne), p. 10
23. 1 2 3 4  Matthew Bunson, Encyclopaedia of the Roman Empire, Infobase Publishing, 2014, 657 p. (ISBN 978-1-4381-1027-1 et 1-4381-1027-8, lire en ligne), p. 83
24. ↑  John Middleton, World Monarchies and Dynasties, Routledge, 2015, 1067 p. (ISBN 978-1-317-45158-7 et 1-317-45158-9, lire en ligne), p. 223
25. ↑  Michael Schmits, The Dacian Threat, 101–106 AD, Armidale, NSW, Caeros Publishing, 2005, 9–10 p. (ISBN 0-9758445-0-4, lire en ligne)
26. 1 2 3 4  Sara Phang, Iain Spence, Douglas Kelly et Peter Londey, Conflict in Ancient Greece and Rome : The Definitive Political, Social, and Military Encyclopaedia, ABC-CLIO, 2016, 1421 p. (ISBN 978-1-61069-020-1 et 1-61069-020-6, lire en ligne), p. 745
27. 1 2  John Koch, Celtic culture : a historical encyclopaedia, ABC-CLIO, n.d., 2128 p. (ISBN 978-1-85109-440-0 et 1-85109-440-7, lire en ligne), p. 550
28. 1 2 3 4  Bruno Mugnai, History&Uniforms 006GB, Soldiershop Publishing, 2016, 100 p. (ISBN 978-88-9327-078-6 et 88-9327-078-1, lire en ligne)
29. ↑  Ion Grumeza, Dacia Land of Transylvania, Cornerstone of Ancient Eastern Europe, Lanham, Hamilton Books, 2009, 276 p. (ISBN 978-0-7618-4466-2 et 0-7618-4466-X, lire en ligne), p. 33
30. ↑  Ion Grumeza, Dacia Land of Transylvania, Cornerstone of Ancient Eastern Europe, Lanham, Hamilton Books, 2009, 276 p. (ISBN 978-0-7618-4466-2 et 0-7618-4466-X, lire en ligne), p. 34
31. ↑  Michael Schmits, The Dacian Threat, 101–106 AD, Armidale, NSW, Caeros Publishing, 2005, 10–11 p. (ISBN 0-9758445-0-4, lire en ligne)
32. ↑  Michael Schmits, The Dacian Threat, 101–106 AD, Armidale, NSW, Caeros Publishing, 2005, 39 p. (ISBN 0-9758445-0-4, lire en ligne), p. 11